# المصلخة
المُصَلَّخَة قرية في قضاء بيجي في محافظة صلاح الدين في وسط شمال جمهورية العراق، بين دجلة شرقاً وجبل مكحول غرباً، في شمال غرب منطقة الفتحة والمسافة بين الفتحة والمصلخة 7 كيلومترات، تحيط بقرية المصلخة أراضٍ أثرية من جميع الجهات، وهي موقع أثري، من العصر الآشوري، وفيها تل برشم الأثري.